# Schmiedehausen
Schmiedehausen település Németországban, azon belül Türingiában. Lakosainak száma 333 fő (2023. december 31.). Schmiedehausen Bad Sulza és Großheringen községekkel határos.

## Népesség
A település népességének változása:
| Lakosok száma | 373  | 378  | 360  | 337  | 333  |
|               | 2017 | 2019 | 2021 | 2022 | 2023 |